# Hat Trick Productions
A Hat Trick Productions é uma produtora independente britânica que produz programas de televisão e rádio, principalmente especializada em comédia, com sede em Londres.

## História
A Hat Trick Productions foi fundada em 1986 por Rory McGrath, Jimmy Mulville, e Denise O'Donoghue. Sua primeira produção foi Chelmsford 123, uma sitcom para o Channel 4. Dois anos depois, Geoffrey Perkins tornou-se diretor da empresa e ajudou a produzir programas como Father Ted, Whose Line Is It Anyway? e tenho Have I Got News for You. Perkins deixou a empresa em 1995, para se tornar chefe do departamento de comédia da BBC Television.
A Hat Trick International fechou um acordo inicial com a Cardiff Productions e tem uma joint venture com o escritor de televisão britânico Jed Mercurio chamado HTM Television, com esta produtora responsável por dramas como Bloodlands com James Nesbitt e a série de televisão DI Ray com Parminder Nagra.

## Programas atuais
- Bloodlands (BBC One, 2021–presente)
- Dinner Date (ITV, 2010–2012, ITVBe 2014–presente)
- Have I Got News for You (BBC Two, 1990–2000, BBC One 2000–presente)
- Mastermind (BBC Two, 2019–presente)
- Rich House Poor House (Channel 5, 2017–presente)
- Trigger Point (ITV, 2022–presente)
- Whose Line Is It Anyway? USA (ABC & ABC Family, 1998–2007, The CW 2013–presente)